# سفارة المغرب في ألمانيا
سفارة المغرب في ألمانيا هي أرفع تمثيل دبلوماسي لدولة المغرب لدى ألمانيا. تقع السفارة في ميته وهي تهدف لتعزيز المصالح المغربية في ألمانيا.
زهور العلوي هي السفيرة الحالية منذ 20 أغسطس 2018.

## السفارة
تقع السفارة بنيدرفالستراس رقم 39، الرمز البريدي 10117.

## سفراء المغرب في ألمانيا
| الإسم               | الصورة | تاريخ التعيين  | تاريخ تقديم أوراق الإعتماد | تاريخ انتهاء المهمة | ملك المغرب   | رئيس ألمانيا                                    |
| ------------------- | ------ | -------------- | -------------------------- | ------------------- | ------------ | ----------------------------------------------- |
| عبد اللطيف بنجلون   |        | 12 ديسمبر 1956 |                            |                     | محمد الخامس  | تيودور هويس                                     |
| علي الصقلي          |        |                |                            |                     | محمد الخامس  | تيودور هويس                                     |
| عبد الكبير الفاسي   |        | 1958           |                            | 1961                | محمد الخامس  | تيودور هويس/هاينريش لوبكه                       |
| أحمد عصمان          |        | 1961           |                            | 1962                | الحسن الثاني | هاينريش لوبكه/غوستاف هاينيمان                   |
| مهدي عبد الجليل     |        | 1962           |                            | 1965                | الحسن الثاني | هاينريش لوبكه/غوستاف هاينيمان                   |
| عمر بوستة‘          |        | 1965           |                            | 6 أكتوبر 1967       | الحسن الثاني | هاينريش لوبكه/غوستاف هاينيمان                   |
| عبد الصادق الكلاوي  |        | 23 نوفمبر 1967 | 19 ديسمبر 1967             |                     | الحسن الثاني | هاينريش لوبكه/غوستاف هاينيمان                   |
| علي الصقلي          |        | 30 يناير 1970  |                            | 28.أبريل 1971       | الحسن الثاني | غوستاف هاينيمان                                 |
|                     |        |                |                            |                     | الحسن الثاني | غوستاف هاينيمان/فالتر شيل                       |
| عبد الحكيم العراقي  |        | 7 يوليو 1978   |                            | 30 أغسطس 1983       | الحسن الثاني | فالتر شيل/كارل كارستنز                          |
| عبد القادر بنسليمان |        |                | 6 سبتمبر 1984              |                     | الحسن الثاني | ريتشارد فون فايتسكر/رومان هيرتسوغ               |
| عبد العزيز بنجلون   |        | 18 سبتمبر 1990 |                            |                     | الحسن الثاني | ريتشارد فون فايتسكر/رومان هيرتسوغ               |
| عبد الرحيم شوقي     |        | 19 ديسمبر 1996 |                            |                     | الحسن الثاني | رومان هيرتسوغ                                   |
| عبد العظيم الحافي   |        | 1999           |                            | 2003                | محمد السادس  | رومان هيرتسوغ/يوهانس راو                        |
| رشاد. بوهلال        |        | 2004           |                            | 2011                | محمد السادس  | يوهانس راو/هورست كولر/كريستيان فولف             |
| عمر زنيبر           |        | 6 ديسمبر 2011  |                            | 25 يونيو 2017       | محمد السادس  | كريستيان فولف/يواخيم غاوك/فرانك-فالتر شتاينماير |
| زهور العلوي         |        | 20 أغسطس 2018  |                            |                     | محمد السادس  | فرانك-فالتر شتاينماير                           |

## قنصليات
دوسلدورف: قنصلية عامة.
فرانكفورت: قنصلية عامة.

## وصلات خارجية
- الموقع الرسمي
- قائمة سفارات المغرب
- قائمة السفارات في ألمانيا